# Limacellopsis
Limacellopsis Zhu L. Yang, Q. Cai & Y.Y. Cui – rodzaj grzybów z rodziny muchomorowatych (Amanitaceae).

## Systematyka i nazewnictwo
Pozycja w klasyfikacji według Index Fungorum: Amanitaceae, Agaricales, Agaricomycetidae, Agaricomycetes, Agaricomycotina, Basidiomycota, Fungi.
Gatunki:
- Limacellopsis asiatica Zhu L. Yang, Q. Cai & Y.Y. Cui 2018
- Limacellopsis guttata (Pers.) Zhu L. Yang, Q. Cai & Y.Y. Cui 2018 – tzw. muchomornica płacząca

Wykaz gatunków i nazwy naukowe na podstawie Index Fungorum. Nazwa polska według Władysława Wojewody.
W Polsce występuje L. guttata(podana jako Limacella guttata).